# I. Benedek (esztergomi érsek)
I. Benedek (Beneta, Benita) (? – 1055) kalocsai (1035-1046), majd esztergomi érsek volt 1046 és 1055 között. Jelen volt Szent Gellért és társai vértanúságakor, de ő maga túlélte. Neve szerepel a tihanyi alapítólevélben.